# Martin Toft Madsen
Martin Toft Madsen (Birkerød, Hovedstaden, 21 de febrer de 1985) és un ciclista danès professional des del 2015 i actualment a l'equip BHS-Almeborg Bornholm. Del seu palmarès destaca els campionats nacionals en contrarellotge de 2016 i 2017.

## Palmarès
- 2016
  -  Campió de Dinamarca en contrarellotge
- 2017
  -  Campió de Dinamarca en contrarellotge
  - 1r a la Skive-Løbet
  - 1r al Crono de les Nacions-Les Herbiers-Vendée
- 2018
  -  Campió de Dinamarca en contrarellotge
  - 1r a la Chrono champenois
  - 1r al Duo Normand, amb Rasmus Quaade
- 2019
  - Vencedor d'una etapa a la Volta a Dinamarca